# Eduardo Tercero
Eduardo Santiago Tercero Méndez (ur. 6 maja 1996 w mieście Meksyk) – meksykański piłkarz występujący na pozycji środkowego obrońcy, od 2022 roku zawodnik Tigres UANL.